# MAS 38短機関銃
MAS-38は、第二次世界大戦で使われた1930年代のフランスの短機関銃。1918年から1922年にかけて、既存の小火器に代わるものとして短機関銃、軽機関銃、半自動小銃が開発された小型武器開発プログラムの一部として作られた。

## 歴史

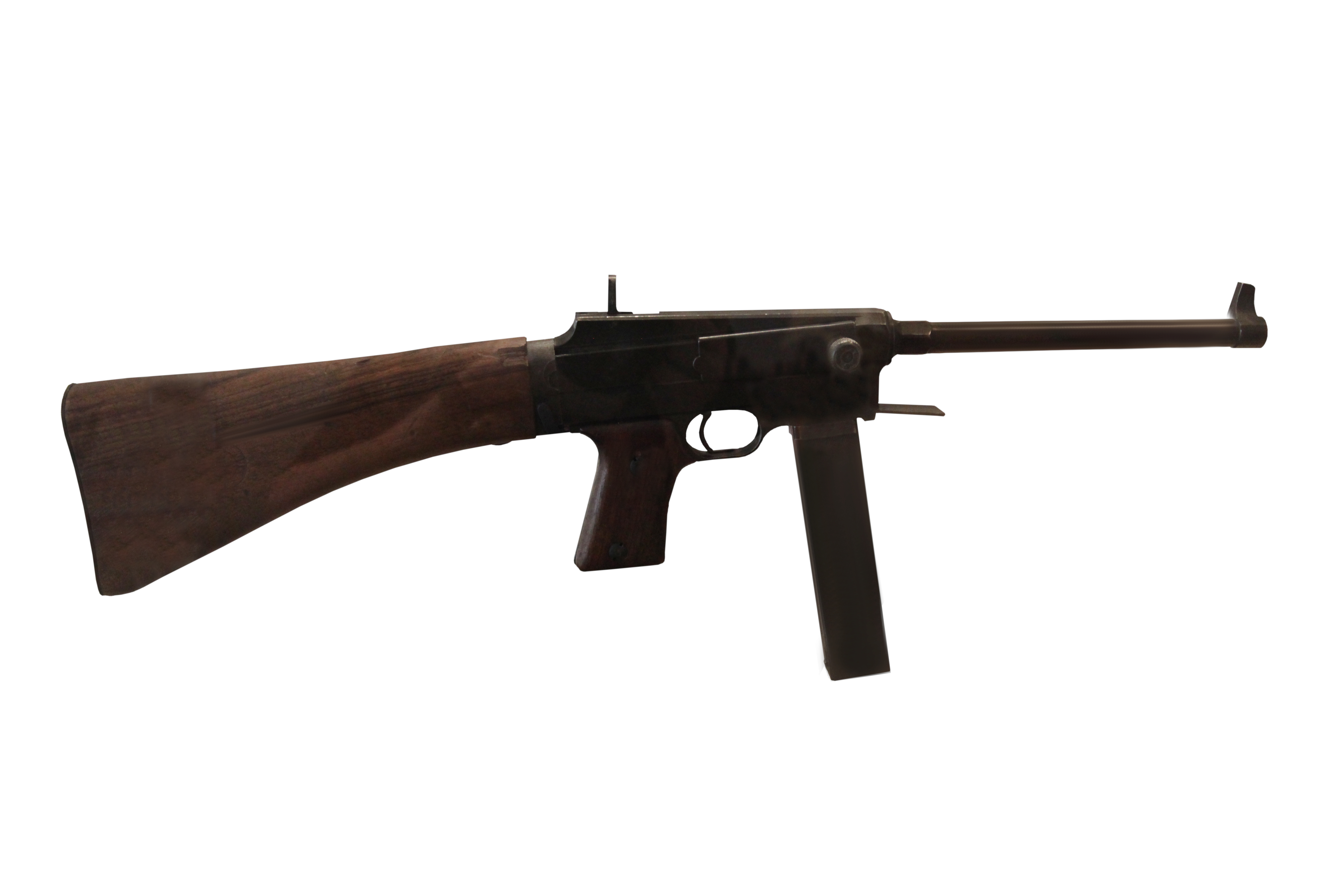
フランス軍事博物館で展示されている1935年の試作品

MAS-38は、1935年に試作されたMAS-35を基に開発された。当時、フランス陸軍省はサブマシンガンの必要性は低いと考えており、制式採用は1938年、量産開始は1939年までずれ込んだ。1940年にドイツ軍がMAS（Manufacture d'Armes de St-Etienne：サン＝テティエンヌ造兵廠）の工場を占領したとき、使用されていたのはごく少数であった。ドイツ軍はこの銃をMP722(f)と名付けて使用した。ドイツ軍のために生産は継続され、一部はヴィシー・フランスに供給された。
生産は1949年に終了した。フランス警察は第二次世界大戦後もMAS-38を使用し続けたが、1950年代にMAT 49短機関銃に取って代わられた。
この銃は1945年4月28日、イタリアのパルチザンがファシストの元指導者ベニート・ムッソリーニを処刑するために使用されたことで知られている。

## 設計

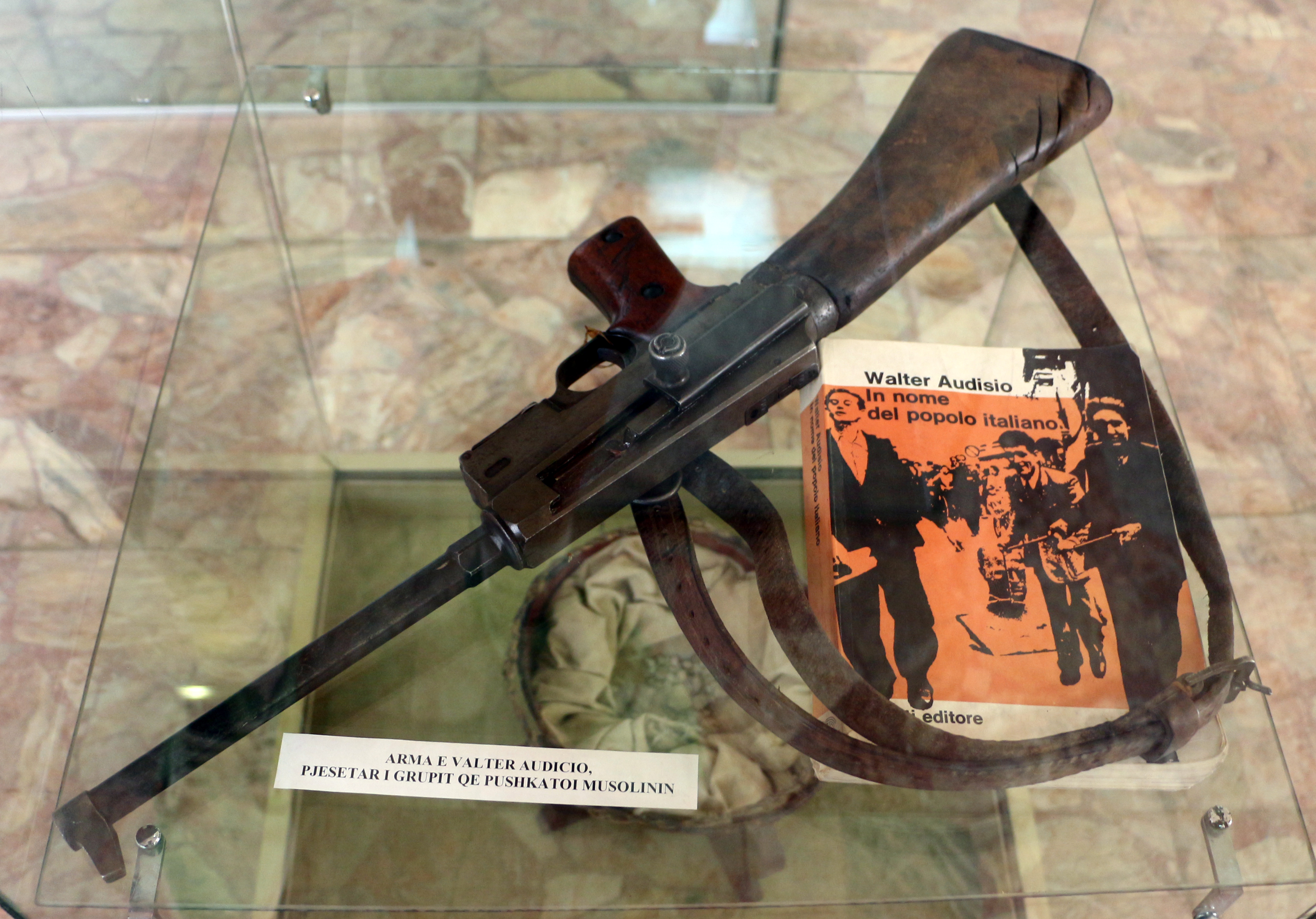
ベニート・ムッソリーニの処刑に使用されたMAS-38(アルバニア国立歴史博物館)

使用弾薬はM1935ピストルと同じ7.65x20mmロング弾であり、これは限定的な標準化を可能にした。
レシーバーとボルトが銃身の軸からわずかに傾斜しているため、ボルトが銃床を通る筒の中で反跳することで反動を減らして銃をコンパクトにできるほか、摩擦を増やしてボルトの動きを遅くし、軽いボルトを使用しつつ発射速度を抑えている。オープンボルト方式で動作し、射撃はフルオートのみである。また、トリガーを前方に折り畳むことによってボルトがロックされるという珍しい安全装置がある。シンプルな構造なので分解に工具を必要としない。ほとんどの部品は、生産効率の低い削り出し加工によって製造されていた。
照準器は三角形のフロントサイトと折り畳み式アパチャーサイトのリアサイトから構成されている。使用弾薬と特徴的なメカニズムのおかげで反動は少なかったが、この弾薬はドイツが使用する9x19mmパラベラム弾と比較するとパワー不足であった。

## 使用国
- フランス
- ドイツ
- ポーランド
- ベトナム
- ブルキナファソ
- 中央アフリカ
- セネガル